# Slag bij Santa Cruz de Tenerife (1797)

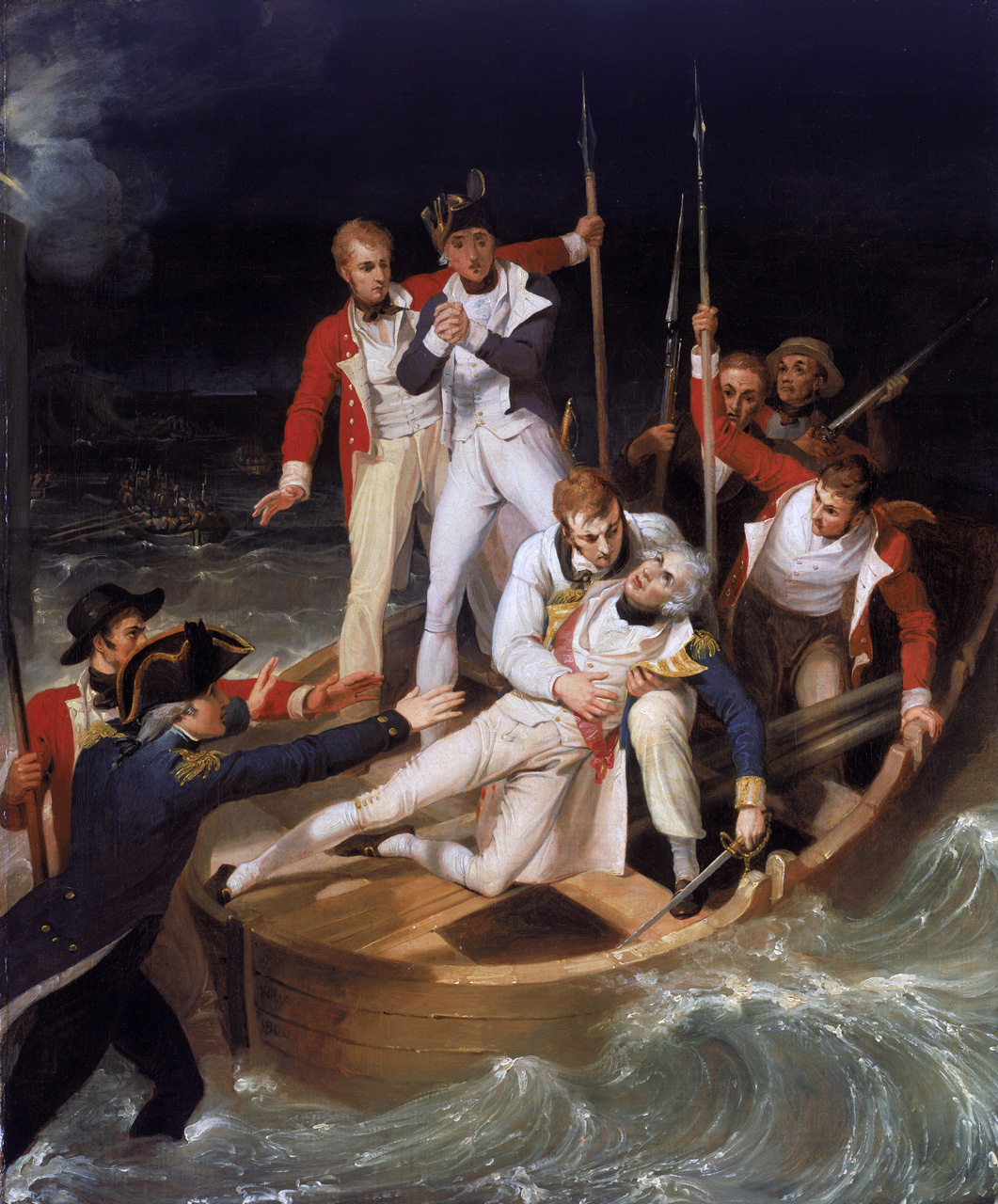
Sir Horatio Nelson when wounded at Teneriffe. Schilderij van Richard Westall.

De Slag bij Santa Cruz de Tenerife vond plaats van 22 tot 25 juli 1797 in de buurt van Santa Cruz de Tenerife. Het was een zeeslag tussen de Royal Navy, onder commando van Horatio Nelson, en de Spaanse troepen en lokale milities, onder bevel van generaal Antonio Gutiérrez de Otero y Santayana. De slag leidde tot een Spaanse overwinning en wordt beschouwd als een onderdeel van de Eerste Coalitieoorlog.
Het doel van Nelson was de verovering van Tenerife, het grootste der Canarische Eilanden, om er een Brits kroongebied van te maken. Hij voerde het commando over 4.000 Britse soldaten, die tegenover zich 1.700 Spaanse soldaten troffen.
De Britten, die 349 manschappen verloren, werden afgeslagen. Nelson zelf geraakte overigens gewond. Hij verloor zijn rechterarm nadat hij door het schot van een musket werd getroffen en opperarmbeenfractuur opliep. De Spanjaarden verloren 72 manschappen.
Naar aanleiding van deze mislukte aanval zagen de Britten af van hun veroveringsplannen voor de Canarische Eilanden.